# Paul Bernays
Paul Isaac Bernays (Londres, 17 de octubre de 1888-Zúrich, 18 de septiembre de 1977) fue un matemático suizo que hizo importantes contribuciones a la lógica matemática, la teoría de conjuntos axiomáticos y la filosofía de las matemáticas. Fue asistente y colaborador cercano de David Hilbert.

## Biografía
Bernays nació en el seno de una distinguida familia judeo-alemana de eruditos y empresarios. Su bisabuelo, Isaac ben Jacob Bernays, fue rabino jefe de Hamburgo de 1821 a 1849.
Bernays pasó su infancia en Berlín y asistió al Köllner Gymnasium entre 1895 y 1907. En la Universidad de Berlín, estudió matemáticas con Issai Schur, Edmund Landau, Ferdinand Georg Frobenius y Friedrich Schottky; filosofía con Alois Riehl, Carl Stumpf y Ernst Cassirer; y física con Max Planck. En la Universidad de Göttingen, estudió matemáticas con David Hilbert, Edmund Landau, Hermann Weyl y Felix Klein; física con Woldemar Voigt y Max Born; y filosofía con Leonard Nelson.
En 1912, la Universidad de Berlín le otorgó un doctorado en matemáticas por una tesis, supervisada por Landau, sobre la teoría analítica de números de formas cuadráticas binarias. Ese mismo año, la Universidad de Zúrich le otorgó la Habilitación por una tesis sobre análisis complejo y el teorema de Picard. El examinador fue Ernst Zermelo. Bernays fue Privatdozent en la Universidad de Zúrich, 1912-17, donde conoció a George Pólya.
A partir de 1917, David Hilbert contrató a Bernays para que le ayudara en sus investigaciones sobre los fundamentos de la aritmética. Bernays también impartió clases sobre otras áreas de las matemáticas en la Universidad de Göttingen. En 1918, esa universidad le otorgó una segunda Habilitación, por una tesis sobre la axiomática del cálculo proposicional de Principia Mathematica.
En 1922, Göttingen nombró a Bernays profesor extraordinario sin titularidad. Su alumno más exitoso fue Gerhard Gentzen. Tras la aprobación de la Ley alemana para la restauración de la función pública de 1933, fue despedido de este cargo por su ascendencia judía. Después de trabajar en privado para Hilbert durante seis meses, Bernays y su familia se mudaron a Suiza, cuya nacionalidad había heredado de su padre, y donde la ETH lo empleó en ocasiones. También visitó la Universidad de Pensilvania y fue profesor visitante en el Institute for Advanced Study en 1935-36 y nuevamente en 1959-60.

## Obra matemática
La colaboración de Bernays con Hilbert culminó en la obra en dos volúmenes Grundlagen der Mathematik (Fundamentos de Matemáticas) de Hilbert y Bernays (1934, 1939), discutida en Sieg y Ravaglia (2005). En siete artículos, publicados entre 1937 y 1954 en el Journal of Symbolic Logic, reeditado en (Müller, 1976), Bernays expuso una teoría de conjuntos axiomáticos cuyo punto de partida era una teoría relacionada que John von Neumann había expuesto en la década de 1920. La teoría de Von Neumann tomó las nociones de función y argumento como primitivas; Bernays reformó la teoría de von Neumann para que las clases y los conjuntos fueran primitivos. La teoría de Bernays, con algunas modificaciones de Kurt Gödel, se conoce ahora como la teoría de conjuntos de Von Neumann-Bernays-Gödel. Una prueba de Grundlagen der Mathematik de que una teoría suficientemente fuerte y consistente no puede contener su propio funtor de referencia es ahora conocida como la paradoja de Hilbert-Bernays.

## Publicaciones
- Hilbert, David; Bernays, Paul (1934), Grundlagen der Mathematik. I, Die Grundlehren der mathematischen Wissenschaften 40, Berlin, New York: Springer-Verlag, ISBN 978-3-540-04134-4, JFM 60.0017.02, MR 0237246, archivado desde el original el 17 de mayo de 2011, consultado el 20 de diciembre de 2018.[4]
- Hilbert, David; Bernays, Paul (1939), Grundlagen der Mathematik. II, Die Grundlehren der mathematischen Wissenschaften 50, Berlin, New York: Springer-Verlag, ISBN 978-3-540-05110-7, JFM 65.0021.02, MR 0272596, archivado desde el original el 17 de mayo de 2011, consultado el 20 de diciembre de 2018.
- Bernays, Paul (1958), Axiomatic set theory, Studies in Logic and the Foundations of Mathematics (en inglés), Amsterdam: North-Holland, ISBN 978-0-486-66637-2, MR 0106178.
- Bernays, Paul (1976), Abhandlungen zur Philosophie der Mathematik (en alemán), Darmstadt: Wissenschaftliche Buchgesellschaft, ISBN 978-3-534-06706-0, MR 0444417.